# Juraj Beneš
Juraj Beneš (2. března 1940, Trnava, Slovenský stát – 11. září 2004, Bratislava, Slovensko) byl slovenský skladatel a klavírista.
V letech 1974–1983 pedagog na Pedagogické fakultě v Trnavě, od roku 1984 na VŠMU v Bratislavě. V letech 1988–1990 dramaturg opery SND v Bratislavě.
Autor oper (Císařovy nové šaty, Zkamenělý, Hostina, The Players), orchestrálních děl (Hudba pro orchestr), rekviem, komorní (tři smyčcová kvarteta), klavírní (pět sonát) a vokální tvorby.